# Великий Тріанон
Великий Тріанон — палац Людовика XIV, збудований поблизу Версаля у прилеглому парку. Зовні будівля декорована рожевим мармуром, через що й отримала одну з назв — Тріанон з мармуру («Trianon de marbre»). З 1979 року включений до складу світової спадщини ЮНЕСКО.

## Історія

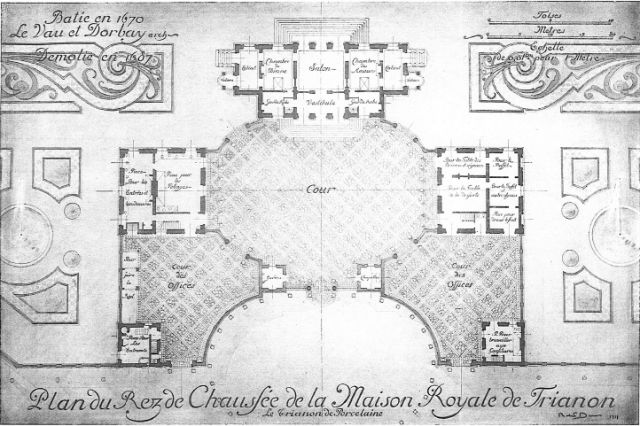
План Порцелянового Тріанону

У 1670 році Людовик XIV придбав Тріанон — село на околиці Версаля — і доручив архітекторові Луї Лево створити проект порцелянового павільйону (Trianon de porcelaine), який мав бути там збудований.
Фасад оздобили білою та блакитною делфтською порцеляновою (керамічною) плиткою з французьких мануфактур в Руані, Лізьє, Невері та Сен-Клу. Будівництво розпочали 1670 року та завершили 1672 року.
Вже до 1687 року крихка керамічна плитка зносилась до такого стану, що Людовік XIV наказав знести павільйон, замінивши його будівлею з міцнішого матеріалу. Роботи з її створення доручили архітекторові Жулю Мансару. Нова будівля, збудована Жулем Мансаром, була вдвічі більшою за Порцеляновий павільйон, а в її будівництві використали червоний мармур з Ланґедоку.
Розпочавши роботи у червні 1687 року, нову будівлю (якою ми бачимо її сьогодні) завершили у січні 1688 року, її відкрив Людовік XIV з дружиною маркізою де Ментенон влітку 1688 року.
Великий Тріанон часто відіграв роль резиденції для короля і його дружини. З 1703 до 1711 року був резиденцією для сина короля і був улюбленим маєтком герцогині Бургундської, дружини внука Людовіка Бургундського, матері Людовика XV.
Пізніше Тріанон став резиденцією дружини Філіпа I — брата короля. Її син, Філіп Орлеанський, регент при Людовику XIV, жив тут з матір'ю. Людовик XIV наказав додати два великі крила до Великого Тріанону, будівництво яких розпочалось 1708 року під керівництвом Мансара; це крило, так званий Тріанон-су-Буа, дім Орлеанської сім'ї, зокрема і Франсуази Бурбонської.
Наймолодший онук короля Чарльз і його дружина Марія-Луїза Елізабет Орлеанська також проживали там. Після Орлеанської сім'ї, яка проживала у Версальському палаці, тут поселилась сестра Франсуази — Марія; остання — Луїза-Франсуаза жила у Тріаноні, а пізніше побудувала Бурбонський палац у Парижі, дизайн якого подібний до Тріанонського палацу.
У 1717 році Петро I, який гостював у Версалі, зупинявся у Великому Тріаноні; Петергоф, резиденція Петра І, був побудований на взірець Версаля.

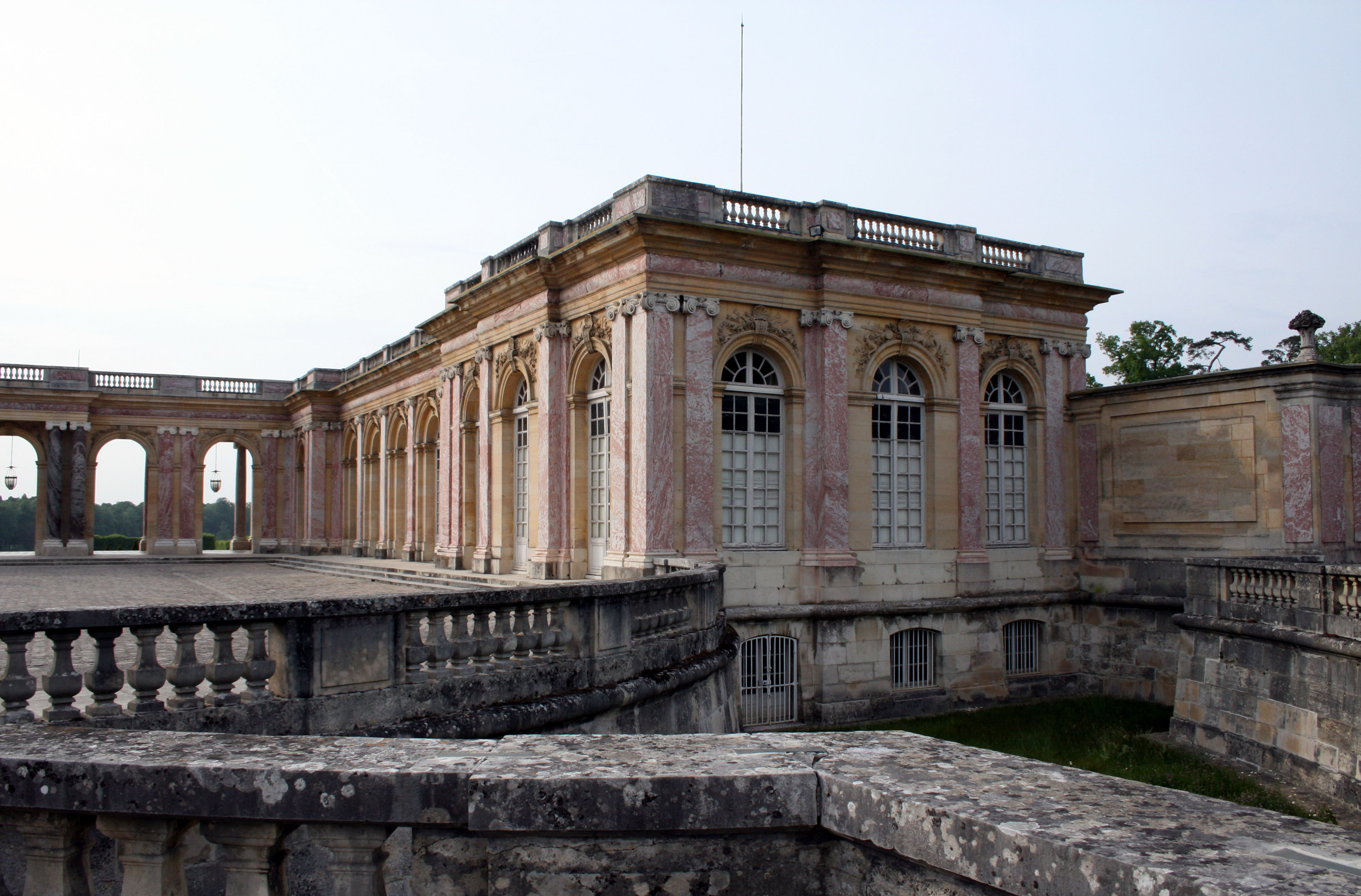
Великий Тріанон

Людовик XV не вніс жодних змін до Великого Тріанону. У 1740 і 1743 році його батько, Станіслав Лещинський — колишній король Польщі, перебував тут під час своїх візитів до Версалю.
Як і його попередник, Людовик XVI не вніс жодних змін до Великого Тріанону. Його дружина, королева Марія-Антуанетта, віддавала перевагу саме Малому Тріанону, давши кілька театральних вистав у galerie des Cotelle, галереї, де були розміщені картини Жана Коттеля, на яких зображені боскети Версаля і Тріанона.
Під час Французької революції 1789 року Великий Тріанон був залишений напризволяще, ним ніхто не опікувався. А впродовж Першої Французької імперії Наполеон зробив його однією зі своїх резиденцій, обставивши її у стилі ампір. Він жив тут зі своєю другою дружиною Марією-Луїзою Австрійською.
Наступними монархами, які жили в Тріаноні, був король Луї-Філіпп I і його дружина-італійка Марія Амалія; він — нащадок регента Філіпа Орлеанського, вона — племінниця Марії-Антуанети.

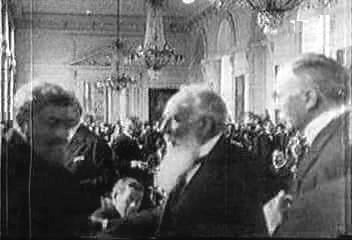
Підписання Тріанонського договору

У жовтні 1837 року в Тріаноні відбулось весілля Принцеси Марі (дочки Луї-Філіппа I) з Олександром Вюртемберзьким.
У 1920 році Великий Тріанон став місцем підписання Тріанонського договору, який залишив Угорщину без половини її території. Ще й досі слово «Тріанон» символізує для угорців одну з найбільших національних трагедій.
У 1963 році Шарль де Голль наказав реконструювати будівлю.
У наш час це одне з найвідвідуваніших туристами місць Версаля, є також однією з президентських резиденцій, яку використовують для приймання іноземних делегацій.

## Список жителів
- 1690—1703 : Людовик XIV
- 1703—1711 : Людовик Великий Дофін, син Людовика XIV

- з 1708 : Елізабет Шарлотта Пфальц

- 1711—1712 : Людовик, дофін Франції, герцог Бургундії і його дружина — Принцеса Марія Аделаїда Савойська
- 1712—1714 : Шарль, герцог Беррі (1686-1714)[fr] і його дружина — Марія-Луїза Елізабет Орлеанська
- 1717 : Петро I
- 1720 : Луїза Франсуаза де Бурбон[fr]
- 1740 і 1743 : Станіслав Лещинський
- 1774 : Людовик XV
- 1810—1814 : Наполеон і його дружина — Марія-Луїза Австрійська
- 1830—1848 : Луї-Філіпп I і його дружина — Марія Амалія